# Aleida March

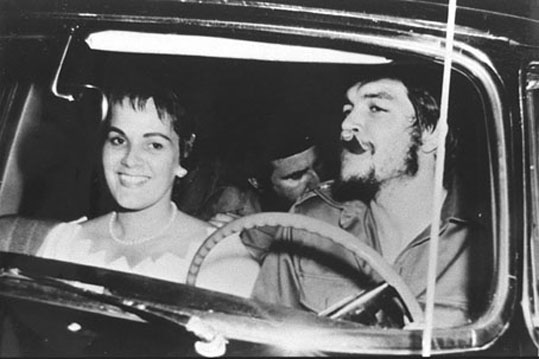
Aleida March und Che Guevara 1961

Aleida March de la Torre [aˈlɛjda ˈmaɾt͡ʃ] (* 19. Oktober 1936 in Manicaragua, Provinz Las Villas, Kuba) ist eine kubanische Revolutionärin und war die zweite Ehefrau des argentinisch-kubanischen Revolutionärs Che Guevara (1928–1967). Sie leitet das „Zentrum für Che-Guevara-Studien“ in Havanna.

## Leben
March war das jüngste Kind einer verarmten Großgrundbesitzerfamilie. Sie wuchs auf einer 20-Hektar-Finca in der ländlichen Umgebung von Santa Clara auf. Später studierte sie Pädagogik an der Universität von Santa Clara.
1956 schloss sie sich Fidel Castros Bewegung des 26. Juli (M-26-7) an, die gegen das autoritäre Regime unter Fulgencio Batista kämpfte. 1958 wurde sie von Enrique Oltuski, dem Leiter der Bewegung in der Provinz Las Villas, als eine von drei direkten Mitarbeitern ausgewählt. Als solche übernahm sie unter anderem Kuriertätigkeiten zwischen der Provinzhauptstadt Santa Clara und der im zentralkubanischen Escambray-Gebirge operierenden Guerilla-Truppe. Auf einer solchen Mission lernte sie im November 1958 Ernesto Guevara kennen, dem sie in Oltuskis Auftrag einen hohen Geldbetrag überbrachte. Guevara war seit dem 21. Juli 1957 Chef der Front Süden und Zentrum von Las Villas. Im Dezember wurden die beiden ein Liebespaar; March schloss sich an Guevaras Seite den Guerillakämpfern an und wirkte seitdem als seine persönliche Assistentin. In den Morgenstunden des 1. Januar 1959 floh Diktator Batista außer Landes. Guevara zog als Kommandant und Chefankläger gegen Gefolgsleute des Batista-Regimes in die Festungsanlage La Cabaña in Havanna ein, und mit ihm Aleida March.
In La Cabaña heirateten March und Guevara auch am 2. Juni 1959 in einer einfachen zivilen Zeremonie, nachdem sich Guevara von seiner ersten Frau, der peruanischen Ökonomin Hilda Gadea (1925–1974) hatte scheiden lassen. Als Gäste waren u. a. die Comandantes Fidel Castro, Camilo Cienfuegos und Celia Sanchez anwesend. Während Che Guevara verschiedene hohe Staatsämter übernahm (Leiter der Zentralbank von Kuba, November 1959–1961; Industrieminister 1962–1965) bekam das Paar March Guevara vier Kinder:
- Aleida (* 17. November 1960; Kinderärztin und Politikerin)
- Camilo (* 20. Mai 1962; † 29. August 2022; Dokumentar)
- Celia (* 14. Juni 1963; kubanisch-argentinische Meeresbiologin)
- Ernesto (* 24. Februar 1965; Rechtsanwalt und Touristik-Unternehmer)

Guevaras erste Frau lebte mit der gemeinsamen Tochter „Hildita“ (Hilda) ab 1959 auch in Havanna. Auf den Kontakt mit seiner Exfrau soll Guevara March zuliebe weitgehend verzichtet haben. Hildita nahm er jedoch regelmäßig mit in seine neue Familie.
Nachdem Guevara im April 1965 in den Kongo gegangen war, um dort die Revolution voranzubringen, und dann 1966 nach Bolivien weiterzog, wo er am 9. Oktober 1967 von der Armee ermordet wurde, zog March die Kinder allein groß.
Seit seiner Gründung 1983 ist March Präsidentin des Centro de Estudios Che Guevara („Zentrum für Che-Guevara-Studien“) in Havanna. Sie hält die Rechte an den Werken Guevaras.

## Veröffentlichungen
- 2008: Evocación. Mi vida al lado del Che[4]
  - engl. 2012: Remembering Che. My Life with Che Guevara[5]
- 2013: Che y Fidel: Imágenes en la memoria. (Bildband mit Einführung von Aleida March), Ocean Sur, Havanna
  - engl. 2015: Che & Fidel. Images from History.